# Natalie Medlock
Natalie Medlock (Plymouth, 15 de octubre de 1986) es una actriz y escritora británica, conocida por interpretar a Jill Kingsbury en el serial televisivo neozelandés Shortland Street.

## Biografía
Medlock nació y vivió en Plymouth hasta 1999, cuando se mudó a Nueva Zelanda con sus padres y su hermana Kate. Después de terminar el año 13, Medlock asistió a la escuela de actuación Toi Whaakari de Wellington. A pesar de estar solo un año en la pantalla del serial televisivo Shortland Street, la trágica muerte de su personaje entristeció a muchos fans de la misma. Medlock también escribió un episodio.

## Filmografía

### Cine
- 2007 - Bad Trip (corto)
- 2006 - Wrapped (corto) como Anushka le Coq
- 2016 - The Ex Men como Mary Johnson
- 2019 - The Other Side of Heaven 2: Fire of Faith (2019) como Jean Groberg.[3]

### Televisión
- 2009 – Diplomatic Immunity como Grace
- 2010 – Feedback como Natalie
- 2011–12 – Shortland Street como Jill Kingsbury
- 2012 – Auckland Daze como Natalie
- 2012 – The Almighty Johnsons como  Natalie
- 2014 – It's a Date como Karen
- 2014 – Timothy
- 2015 – Funny Girls
- 2015 – The Yeti Show (Web Series)
- 2016 – The Video Store
- 2016 – Our NZ Escape – presentadora
- 2016 – 1953 – Reportera
- 2018 – Roman Empire: Julius Caesar - Master of Rome – como Servilia

## Vida personal
Desde 2011, Medlock está en una relación con Robbie Magasiva, quien interpretó a Maxwell Avia en Shortland Street, la pareja divide su tiempo entre Australia y Nueva Zelanda. En 2015, la pareja subió nuevamente al escenario con Christ Almighty con el elenco de Wentworth para recaudar dinero para las personas sin hogar.    
Medlock reveló que sufre de ansiedad y depresión, la actriz y directora habló sobre sus altibajos y cómo tuvo que confiar en Magasiva con su familia en Inglaterra. Después de que su salud mental mejoró con la terapia, la medicación y el apoyo de Magasiva, la inspiró a hacer una nueva obra llamada "Near Death Experience" en 2018.